# Мальдонадо, Кристобаль
Кристо́баль Вильфредо Мальдонадо (исп. Cristóbal Wilfredo Maldonado; 12 октября 1950, Асунсьон — 20 октября 2019, Пресиденте-Франко) — парагвайский футболист, нападающий.

## Карьера
Кристобаль Мальдонадо родился в районе Хара в Асунсьоне. Он начал свою карьеру в клубе «Такуари», из-за того, что поле стадиона этого клуба располагалось недалеко от его дома. В 1967 году футболист перешёл в состав «Либертада», с которым в 1970 году стал чемпионом страны среди молодёжных команд. При этом дебют нападающего в основе клуба состоялся ещё в 1968 году. С 1971 году Мальдонадо стал постоянно  играть за основной состав команды и в тот же год стал лучшим бомбардиром чемпионата. В 1973 году Мальдонадо перешёл в «Реал Мадрид», где отыграл один сезон, проведя 5 игр и забив 3 гола в Кубке Испании. А годом позже стал игроком «Бургоса».
В 1975 году Кристобаль возвратился на родину, чтобы через год выиграть чемпионат Парагвая. 10 апреля 1977 года Мальдонадо забил свой первый гол в Кубке Либертадорес, поразив ворота «Эвертона» (3:1). После он играл за Атлетико Колехиалес, клуб «Депортиво Италия», вновь за «Либертад» в 1981 году, «Ривер Плейт» и «Президент Хейс». В 1987 году Мальдонадо завершил карьеру.
В 1995 году Мальдонадо стал тренером молодёжной сборной Парагвая в возрасте до 17 лет, помогая главному тренеру Карлосу Эспинолу. А в 1999 году Кристобаль привёл её к выигрышу серебряных медалей чемпионата Южной Америки. В 2001 году молодёжная сборная Парагвай под руководством Мальдонадо заняла 4-е место на чемпионате мира. В 2005 году он вновь тренировал молодёжную команду Парагвая.
В 2007 году Кристобаль работал главным тренером «Спортиво Триниденсе». В 2008 он вновь тренировал молодёжь Парагвая. В 2009 году Мальдонадо возглавлял «Спортиво Лукеньо». В 2013 году Кристобаль работал с клубом «2 мая». С 2013 по 2015 год Мальдонадо тренировал гватемальскую команду Депортиво Петара. В 2019 году работал главным тренером клуба «Нанава». В возрасте 69 лет Мальдонадо умер от сердечного приступа. Клаусуру чемпионата Парагвая 2020 года назвали именем Мальдонадо.

## Международная статистика
| Матчи Кристобаля Мальдонадо за сборную Парагвая | Матчи Кристобаля Мальдонадо за сборную Парагвая | Матчи Кристобаля Мальдонадо за сборную Парагвая | Матчи Кристобаля Мальдонадо за сборную Парагвая | Матчи Кристобаля Мальдонадо за сборную Парагвая | Матчи Кристобаля Мальдонадо за сборную Парагвая | Матчи Кристобаля Мальдонадо за сборную Парагвая |
| ----------------------------------------------- | ----------------------------------------------- | ----------------------------------------------- | ----------------------------------------------- | ----------------------------------------------- | ----------------------------------------------- | ----------------------------------------------- |
| №                                               | Дата                                            | Место проведения                                | Оппонент                                        | Счёт                                            | Голы                                            | Турнир                                          |
| 1                                               | 11 июня 1972                                    | Кампу-Гранди                                    | Венесуэла                                       | 4:1                                             | 2                                               | Кубок Независимости Бразилии                    |
| 2                                               | 22 июня 1972                                    | Манаус                                          | Югославия                                       | 1:2                                             | —                                               | Кубок Независимости Бразилии                    |
| 3                                               | 22 июня 1972                                    | Манаус                                          | Боливия                                         | 6:1                                             | 2                                               | Кубок Независимости Бразилии                    |
| 4                                               | 8 апреля 1873                                   | Асунсьон                                        | Перу                                            | 1:1                                             | 1                                               | Товарищеский матч                               |
| 5                                               | 22 декабря 1974                                 | Сантьяго                                        | Чили                                            | 0:1                                             | —                                               | Кубок Акоста Нью                                |
| 6                                               | 6 июля 1975                                     | Кочабамба                                       | Боливия                                         | 2:1                                             | —                                               | Кубок Пас дель Чако                             |
| 7                                               | 24 июля 1975                                    | Гуаякиль                                        | Эквадор                                         | 2:2                                             | —                                               | Кубок Америки                                   |
| 8                                               | 30 июля 1975                                    | Асунсьон                                        | Колумбия                                        | 2:2                                             | —                                               | Кубок Америки                                   |
| 9                                               | 9 января 1977                                   | Асунсьон                                        | Эквадор                                         | 2:0                                             | —                                               | Товарищеский матч                               |
| 10                                              | 2 февраля 1977                                  | Асунсьон                                        | Чили                                            | 2:0                                             | —                                               | Товарищеский матч                               |
| 11                                              | 6 февраля 1977                                  | Ла-Пас                                          | Боливия                                         | 1:0                                             | —                                               | Кубок Пас дель Чако                             |
| 12                                              | 10 февраля 1977                                 | Ла-Пас                                          | Боливия                                         | 2:2                                             | —                                               | Кубок Пас дель Чако                             |

## Достижения

### Командные
- Чемпион Южной Америки среди молодёжных команд: 1971
- Обладатель Кубка Испании: 1973/1974
- Чемпион Парагвая: 1976

### Личные
- Лучший бомбардир чемпионата Южной Америки среди молодёжных команд: 1971 (4 гола)
- Лучший бомбардир чемпионата Парагвая: 1971 (11 голов)

## Личная жизнь
Мальдонадо был женат на Сульме. У них двое детей, Лаура и Лилия.